# Carson McCullers
Carson McCullers (ur. 19 lutego 1917 jako Lula Carson Smith w Columbus, zm. 29 września 1967 w  Nyack) – amerykańska pisarka.

## Życie
Pochodziła z dość zamożnej rodziny; ojciec był zegarmistrzem i jubilerem. Miała rodzeństwo, brata Lamara Juniora i starszą siostrę Marguerite. W 1935 r. przeniosła się do Północnej Karoliny. W 1937 r. wyszła za mąż za Reevesa McCullersa, kaprala z fortu Benning, następnie studenta dziennikarstwa w Nowym Jorku. Rozstali się po kilku latach z powodu obustronnych zdrad homoseksualnych. Po rozwodzie zamieszkała na Brooklynie z W.H. Audenem jako współlokatorem. Ich znajomymi byli: Karen Blixen, Jane i Paul Bowlesowie, Truman Capote, Salvador Dalí, Christopher Isherwood, Erika Mann, Arthur Miller, Marilyn Monroe i Tennessee Williams. Po kilku latach, w 1945 r., byli małżonkowie znowu wzięli ślub i przenieśli się do Nyack nad rzeką  Hudson. W 1950 r. pisarka z mężem udali się do Anglii, czym rozpoczęli wieloletnią podróż po Europie. W 1953 r. w pensjonacie w Bachivillers (Francja) Reeves McCullers popełnił samobójstwo zażywając sporą dawkę barbituranów. W Europie pisarka mieszkała głównie w Paryżu. Po powrocie do USA na prośbę  Arthura Millera wydała w Nowym Jorku przyjęcie z udziałem Marilyn Monroe i Karen Blixen, autorką Pożegnania z Afryką.
Pisarka cierpiała na kilka chorób: gorączkę reumatyczną, apopleksję, alkoholizm. W wieku 31 lat miała już całkowicie sparaliżowaną lewą stronę ciała. Zmarła po wylewie krwi do mózgu w wieku 50 lat.

## Twórczość
W 1932 r. jako nastolatka napisała opowiadanie A Reed of Pan. W wieku 17 lat pojechała do Nowego Jorku, gdzie w Juilliard School miała uczyć się w szkole muzycznej, ale wybrała kurs pisania na uniwersytecie Columbia i karierę literacką. Na uniwersytecie poznała redaktora Whita Burnetta z magazynu Story, na łamach którego ukazało się opowiadanie Wunderkind (1936). Główna bohaterka Francesa traci talent pianistki, którego właściwie nigdy nie miała W opowiadaniu Madame Zilensky i król Finlandii (1941) znowu wraca do tematu muzyki. Głowna bohaterka, ekscentryczna kompozytorka jest mitomanką. W latach 30. XX w. powstały jej trzy najbardziej znane powieści: Serce to samotny myśliwy (1940, wydanie polskie 1964) i W zwierciadle złotego oka (1941, wydanie polskie 1967) oraz nowela Ballada o smutnej knajpie (1942). Dwie pierwsze sfilmowano, odpowiednio w latach 1968 i 1967. W Nyack powstała powieść Gość weselny / The Member of the Wedding  (1946), wystawiona na Broadwayu i uznana za najlepszą sztukę sezonu. Centralna postać książki jest tak zdeterminowana, że może zakochać się w każdym, bez względu na płeć. W 1961 została opublikowana nowela Zegar bez wskazówek. Jej bohaterem jest m.in. sędzia Clane, który planuje wnieść pozew do sądu o rekompensatę dla południowych stanów Ameryki za straty z powodu zniesienia niewolnictwa. Sędzia prowadzi ze swoim wnukiem spory nt. rasizmu. Wnuk natomiast zauroczony jest czarnoskórym pracownikiem dziadka. Po ukazaniu się książki pisarka dostawała groźby od Ku Klux Klanu.  W swojej twórczości zajmowała się duchową izolacją społecznych wyrzutków niechcących i niepotrafiących się dopasować do norm społecznych oraz niepewnością człowieczego statusu.